# Caroline de Hesse-Hombourg
Caroline de Hesse-Hombourg est une princesse allemande de la maison de Hesse née le 25 août 1771 à Hombourg et morte le 20 juin 1854 à Rudolstadt.

## Biographie
Caroline-Louise est le troisième enfant et la première fille du landgrave Frédéric V de Hesse-Hombourg et de sa femme Caroline de Hesse-Darmstadt. Elle devient princesse consort de Schwarzbourg-Rudolstadt en 1791, par son mariage avec le prince Louis-Frédéric II.
À la mort de son mari, en 1807, Caroline devient régente au nom de leur fils Frédéric-Gonthier, qui n'est âgé que de treize ans. Elle exerce le pouvoir jusqu'à sa majorité, en 1814. Même après la fin de la régence, elle conserve une certaine influence sur le gouvernement de la principauté.
Caroline entretient une correspondance soutenue avec des penseurs tels que Johann Wolfgang von Goethe, Friedrich von Schiller et Wilhelm von Humboldt. Elle s'adonne également au dessin et à l'aquarelle. Elle meurt en 1854, à l'âge de quatre-vingt-deux ans.

## Mariage et descendance
Caroline se marie le 21 juillet 1791 à Hombourg avec le prince Louis-Frédéric II de Schwarzbourg-Rudolstadt. Ils ont sept enfants :
- Caroline-Auguste (1792-1794) ;
- Frédéric-Gonthier (1793-1867), prince de Schwarzbourg-Rudolstadt ;
- Thècle (1795-1861), épouse en 1817 le prince Othon-Victor Ier de Schönbourg-Waldenbourg ;
- Caroline (1796-1796) ;
- Albert (1798-1869), prince de Schwarzbourg-Rudolstadt ;
- Bernard (1801-1816) ;
- Rodolphe (1801-1808).